# Бабарога (филм из 2023)
Бабарога (енгл. The Boogeyman) је амерички хорор филм из 2023. године. Режију потписује Роб Севиџ, по сценарију Скота Бека, Брајана Вудса и Марка Хејмана. Темељи се на истоименој приповеци Стивена Кинга из 1973. године. Главне улоге тумаче Софи Тачер, Крис Месина, Вивијен Лира Блер и Дејвид Дастмалчијан.
Филм је биоскопски издат 2. јуна 2023. у САД, односно 1. јун исте године у Србији. Добио је помешане критике критичара.

## Радња
Прича прати средњошколку Сејди Харпер и њену млађу сестру Сојер које се суочавају са недавним губитком мајке, за шта не добијају пуну подршку свога оца Вила, терапеута који се носи и са сопственим болом. Када се у њиховој кући неочекивано појави несрећни пацијент тражећи помоћ, за собом оставља застрашујућу натприродну ствар којој су породице плен, а њихова патња храна.

## Улоге
| Глумац              | Улога        |
| ------------------- | ------------ |
| Софи Тачер          | Сејди Харпер |
| Крис Месина         | Вил          |
| Вивијен Лира Блер   | Сојер        |
| Дејвид Дастмалчијан | Лестер       |
| Марин Ајерланд      | Рита         |